# 나일족

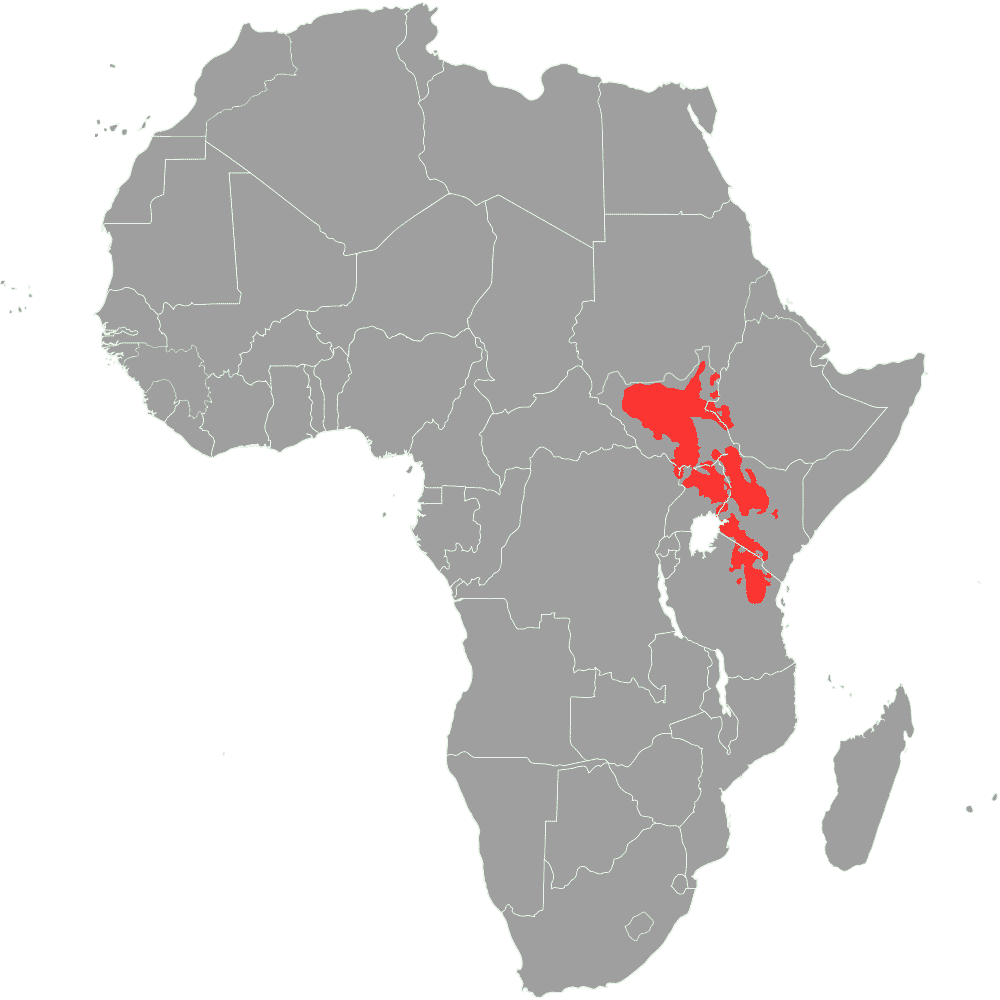
나일어족 언어의 분포

나일족(영어: Nilotic peoples)은 나일강 계곡에 살면서 나일어족 언어를 사용하는 민족들이다. 단일민족이 아니며, 나일어족 언어를 사용하는 여러 민족, 부족을 집합적으로 이르는 것이다. 남수단, 수단, 에티오피아, 우간다, 케냐, 민주콩고, 르완다, 탄자니아에 산다. 하위 민족집단으로 부룬족, 카로인, 루오족, 아테케르족, 칼렌진인, 다투가인, 딩카인, 누에르인, 아투오트인, 오투호인, 마아족 등이 있다.
나일족은 남수단의 절대다수 민족이며, 남수단 지역에서 기원하여 다른 지역으로 퍼져나간 것으로 보인다. 동아프리카 지구대 주변 아프리카 대호수 지역에서 반투족 다음으로 수효가 많다.:60–62

## 같이 보기
- 나일어족